# Giacomo Bertolio
Giacomo Bertolio (Torino, 8 maggio 1904 – Torino, 1º febbraio 1967) è stato un arbitro di calcio italiano.

## Carriera
Aveva iniziato ad arbitrare nel 1927.
Per oltre quindici anni è stato un arbitro di Serie A avendo diretto 176 partite del massimo campionato italiano. Aveva esordito a Milano il 30 settembre 1934 nella partita Ambrosiana Inter-Palermo 3-0.
La sua ultima direzione in Serie A è stato il derby della Lanterna del 22 aprile 1951 Genoa-Sampdoria terminato 2-3.
Ha anche diretto molte partite di Serie B e di Serie C. 
Nella stagione 1943-1944 è stato insignito del prestigioso Premio Giovanni Mauro, riconoscimento che viene assegnato al miglior arbitro della stagione.